# Франческо I Криспо
Франческо I Криспо (итал. Francesco I Crispo; ум. 1397) — герцог Наксоса с 1383 года. Происходил из веронского или греческого дворянского рода. В 1367—1368 годах назван сеньором Аморгоса и Сироса, но первый из этих островов в 1370 году уже ему не принадлежал. Вероятно, получил их в качестве фьефа от герцога Никколо II далле Карчери. Владелец баронии Астрогидис в Эвбее.

## Биография
В 1376 году женился на дочери сеньора Милоса Марко Санудо, и тесть передал зятю свои владения.
Во главе вооружённого отряда занимался пиратством. В марте 1383 года венецианцы направили его на Наксос якобы для помощи в защите острова герцогу Никколо III далле Карчери, который являлся его сюзереном и родственником — двоюродным братом жены. В 1383 году по наущению Венеции устроил убийство своего предшественника — Никколо III далле Карчери, и захватил власть в Наксосе. Тем более, что Франческо Криспо отказался от притязаний на владения убитого герцога в Эвбее.
В 1384 году Франческо Криспо выдал свою дочь Петрониллу замуж за Пьетро Цено — сына венецианского бальи Негропонта. В приданое он отдал острова Сирос и Андрос, причём последний он отобрал у Марии Санудо — единоутробной сестры убитого герцога. После длительных судебных разбирательств в 1389 году в качестве компенсации он отдал ей остров Парос при условии, что Мария Санудо выйдет замуж за Гаспардо Соммарипа.
Франческо Криспо умер в 1397 году. В герцогстве ему наследовали старший сын — Джакопо, и вдова — Фьоренца Санудо. Остальные сыновья по завещанию тоже получили владения:
- Джованни (ум. не позднее 1433) — Милос и Кимолос. С 1418 года герцог Наксоса.
- Никколо (ум. 1450) — Сиру. С 1433 года герцог Наксоса.
- Гульельмо (ум. 1463) — Анаф. С 1453 года герцог Наксоса.
- Марко (ум. 1450) — Нио. Сеньор Теразии.
- Пьетро (ум. 1440 или позже) — ?

У Франческо Криспо также была дочь:
- Петронелла (ум. после 1427) — с 1384 года жена Пьетро Цено, получила в приданое остров Андрос.